# Tmarus mutabilis
Tmarus mutabilis är en spindelart som beskrevs av Soares 1944. Tmarus mutabilis ingår i släktet Tmarus och familjen krabbspindlar. Inga underarter finns listade i Catalogue of Life.